# Nyctiprogne vielliardi
Nyctiprogne vielliardi là một loài chim trong họ Caprimulgidae.